# Люка, Пьер-Ипполит
Пьер-Ипполит Люка (фр. Pierre-Hippolyte Lucas) — французский натуралист-энтомолог.
Известен следующими трудами: «Histoire naturelle des l épidoptères ou papillons d'Europe» (1834—1835; 1845), «Les Lépidoptères exotiques» (1835—1836; 1845), «Histoire naturelle des crustacés» (1840—1841), «Hist. nat. des animaux articulés» и др. Обширный материал для исследований Люка собрал как член научной экспедиции в Алжире.
- Люка, Пьер-Ипполит // Энциклопедический словарь Брокгауза и Ефрона : в 86 т. (82 т. и 4 доп.). — СПб., 1890—1907.

1. ↑  Свидетельство о рождении — С. 12.